# Dowództwo Sił Zbrojnych „Wschód”

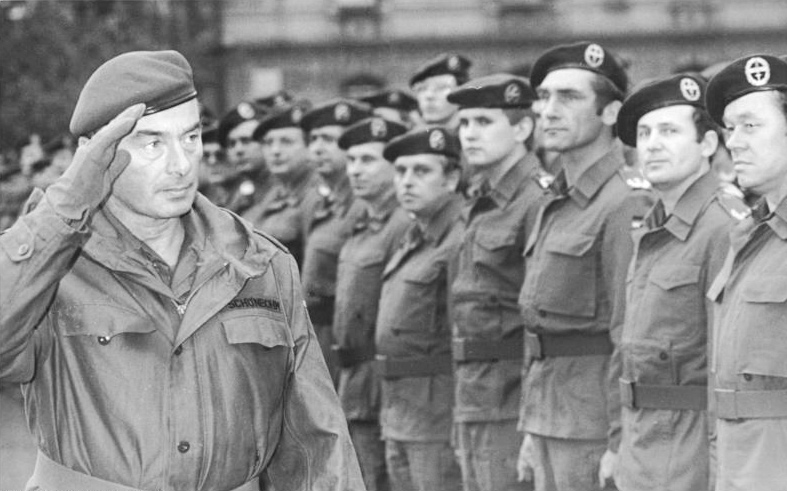
gen. Jörg Schönbohm wśród żołnierzy 7 DZ w Lipsku (4 X 1990)

Dowództwo Sił Zbrojnych „Wschód” (niem. Bundeswehr-Kommando Ost) – struktura dowodzenia Bundeswehry.

## Charakterystyka
Dowództwo Sił Zbrojnych „Wschód” utworzone zostało w 1990. Na jego czele stanął zachodnioniemiecki gen. Jörg Schönbohm. Posiadał on prawo wydawania rozkazów i sprawowania władzy dyscyplinarnej wobec wszystkich żołnierzy byłej Narodowej Armii Ludowej NRD.
Podstawowym zadaniem Dowództwa było przejęcie dowodzenia nad wojskami byłej NAL, zabezpieczenie jej majątku oraz wprowadzenia na terytorium pięciu nowych krajów związkowych struktur wojskowych Bundeswehry.
1 kwietnia 1991 rozpoczęto restrukturyzację „wschodnioniemieckiej” Bundeswehry. Kierował nią zastępca inspektora generalnego Bundeswehry poprzez inspektorów rodzajów sił zbrojnych i inspektora wojskowej służby zdrowia.
16 kwietnia 1991 na bazie sił lądowych „Wschód” utworzono  IV Korpus Armijny/Dowództwo Terytorialne „Wschód” i podporządkowano go Sztabowi Sił Lądowych. Zbyteczne już Dowództwo Sił Zbrojnych „Wschód” rozwiązano z dniem 30 czerwca 1991.

## Struktura
Dowództwu Sił Zbrojnych „Wschód” podporządkowano:
- Dowództwo Sił Lądowych „Wschód” – Poczdam
- dowództwo 7 Dywizji Zmechanizowanej – Lipsk
- dowództwo 8 Dywizji Zmechanizowanej – Neubrandenburg
- Dowództwo Sił Powietrznych „Wschód” – Eggersdorf
- Dowództwo Sił Morskich „Wschód” – Rostock
- dowództwo łącznikowe do Zachodniej Grupy Wojsk – Berlin